# Pedernales (Ecuador)
Pedernales ist eine Stadt und die einzige Parroquia urbana im Kanton Pedernales der ecuadorianischen Provinz Manabí und Sitz der Kantonsverwaltung. Die Parroquia besitzt eine Fläche von 767,5 km². Die Einwohnerzahl lag im Jahr 2010 bei 33.640. Davon lebten 21.910 Einwohner in der Stadt Pedernales.

## Lage
Die Parroquia Pedernales erstreckt sich von der Pazifikküste quer über die Cordillera Costanera bis zu den Flüssen Río Dogola und Río Quinindé. Die an der Küste gelegene Stadt Pedernales befindet sich etwa 130 km nordnordöstlich der Provinzhauptstadt Portoviejo. Die Fernstraße E15 (Portoviejo–Esmeraldas) führt an Pedernales vorbei. Die E382 nach Santo Domingo de los Colorados führt von Pedernales nach Osten.
Die Parroquia Pedernales grenzt im  Norden an die Parroquia Cojimíes, im Nordosten an die Parroquia Rosa Zárate (Kanton Quinindé, Provinz Esmeraldas), im Süden an die Parroquias Chibunga (Kanton Chone) und Atahualpa sowie im Südwesten an die Parroquia Diez de Agosto und an den Kanton Jama.

## Geschichte
Pedernales wurde 1868 im Kanton Rocafuerte gegründet. Am 4. Juni 1878 ging die Parroquia an den Kanton Sucre. Schließlich wurde am 31. März 1992 der Kanton Pedernales eingerichtet und Pedernales als Parroquia urbana Sitz dessen Kantonsverwaltung.